# Michael Landon
Michael Landon  (Forest Hills, Queens, New York, 1936. október 31. – Malibu, Kalifornia, 1991. július 1.) színész, író, rendező és producer. Leghíresebb szerepe A farm, ahol élünk című amerikai családi-western-dráma sorozatban a főszereplő, Charles Philip Ingalls megformázása.

## Ifjúkora
Michael Landon eredetileg Eugene Maurice Orowitz néven született 1936. október 31-én, a new york-i Forest Hills-ben. Collingswood-ban, New Jersey-ben nőtt fel, egy idősebb nővére volt, Evelyn. Gyermekkorát megkeserítették a szülei közötti gyakori veszekedések. Az ír katolikus édesanya, Peggy O'Neil és a zsidó édesapa, Eli Orowitz házassága nem sokáig volt boldog: a show-bizniszben dolgozó apa a munkájába temetkezett, miközben a labilis idegzetű, depressziós anya öngyilkossági kísérleteivel tartotta állandó stresszben a családot. A fiatal Eugene Orowitz csak áhítozott egy olyan család iránt, amilyet később "A farm, ahol élünk" Ingalls családjában a képernyőn életre hívott.
Édesanyja többször nyilvánosan megszégyenítette, és az iskolatársai között sem igazán találta a helyét. A környékbeli családok zsidókkal szembeni gyűlölködése szintén megkeserítették a gyermekkori éveket. Végül középiskolás korában megtalálta, mivel tűnhet ki a többiek közül: sportolni kezdett, és a gerelyhajításnak köszönhetően nyert ösztöndíjat a Kolumbiai Egyetemre. Ezeket a gyermekkori élményeket dolgozta fel 1976-os filmjében, amely a "The loneliest runner" (A legmagányosabb futó) címet viseli.
Miután egy sérülést követően felhagyott a hivatásszerű sportolással, az iskolát is hamar otthagyta, és különböző alkalmi munkákból próbálta eltartani magát. A fordulópont egy szereplőválogatáson érkezett el, ahová egy ismerősét kísérte el, de végül őt szerződtették a szerepre. 1956-57-ben kisebb tévés szerepekben tűnt fel.

## Filmes pályafutása
Első komolyabb feladatát 1957-ben kapta: az "I was a teenage werewolf" című mozifilm címszerepében szélesebb körben ismertté vált a neve. Ez a film a tinihorror műfajának egy igen korai, műfajteremtő darabja, amely nagyon jó kritikákat kapott. Az idegen hangzású "Eugene Orowitz"-ot színészi pályája kezdetén a könnyen megjegyezhető "Michael Landon"-ra cserélte.,
A Bonanza című western sorozatban, amely 1959-ben indult az NBC tévécsatornán, 14 éven keresztül játszotta a legifjabb testvér, Little Joe Cartwright szerepét. Ez a sorozat amellett, hogy hírnevet, rengeteg rajongót és élete végéig biztos megélhetést szerzett a fiatal színésznek, arra is jó lehetőség volt, hogy a rendezést és a forgatókönyvírást is megismerje: 20 epizód forgatókönyvét írta, és 14-et rendezett. Emellett a másfél évtizedig tartó western sorozat során a színészetben is magabiztos tudást szerzett.
1973-ban véget ért a Bonanza, és Landon úgy érezte, eljött az idő, hogy a maga ura legyen: következett "A farm, ahol élünk", amelyben a színészeten túl is nagy szerepet vállalt: rendezőként, alkalmi forgatókönyvíróként és producerként is részt vett a sorozat készítésében.
A farm, ahol élünk lazán támaszkodik Laura Ingalls Wilder gyermekregényeire, inkább tekinthető önálló műnek, mint a könyvsorozat feldolgozásának. A sorozat készítésében többen is közreműködtek a Bonanza készítői közül, például William F. Claxton rendező, John Hawkins és B. W. Sandefur forgatókönyvíró, Haskell Boggs operatőr.
A farm, ahol élünk sikere abban rejlett, hogy újrafogalmazta az 1970-es évekre kihalófélben lévő "ideális család" mintáját, és megteremtette a családi televíziózás alapjait. 1973-ban a színész nevelt lánya, Cheryl súlyos autóbalesetet szenvedett, és ekkor Landon megfogadta, hogy ha a lánya felépül, akkor a minőségi televíziózás terjesztésére fogja fordítani a sikerét és a tehetségét. Mindvégig fontos volt számára, hogy a filmjeinek üzenete legyen, hogy a nézők tanulhassanak belőle valami hasznosat
Bár Landon sosem volt jó tanuló az iskolában, de a munkáival kapcsolatban maximalista volt, és minden vele dolgozótól maximális teljesítményt követelt meg. Mégsem zsarnokként emlékeznek rá az egykori munkatársak, színészek: jól bánt a gyerekszínészekkel, és tréfálkozásaival könnyen feldobta a forgatás hangulatát.
A farm, ahol élünk 1974-től 1983-ig készült. A sorozat amellett, hogy felidézett egy letűnt kort, a XIX. század utolsó harmadának világát, arra is alkalmas volt, hogy Landon feldolgozza az őt érdeklő témákat: készített részeket zsarnok szülőtől szenvedő családokról, kitaszított, a többiektől valamiben különböző gyerekekről, járványról, családi tragédiákról, drogfüggőségről. A vidámabb epizódok pedig számtalan lehetőséget kínáltak a helyzetkomikum kiaknázására. Az utolsó epizód után készült még három másfél órás tévéfilm, a legutolsó film végén felrobbantották a díszletül szolgáló város épületeit. Landon úgy érezte, hogy szükség van az efféle katarziskeltésre egy ilyen hosszú tévésorozat végén, valamint nem szerette volna más filmek díszleteként viszontlátni szeretett Walnut Grove-ját.
A farm, ahol élünk befejezésekor Michael Landon egy új sorozaton, a Father Murphy-n dolgozott, amelynek címszerepét jó barátja, Merlin Olsen játszotta (ő volt Jonathan Garvey a "Farm"-ban). Ez a sorozat szintén a XIX. században játszódott, valamivel korábban, mint a "Farm", az 1860-as években. Landon elsősorban forgatókönyvíróként vett részt a készítésében, illetve két epizódot rendezett.
A Father Murphy után egy újabb családi sorozat következett, a Highway to Heaven (Főút a Mennybe), amelyben Landon és régi jó barátja, Victor French (Mr. Edwards a "Farm"-ból) játszották a főszerepeket. A rendező szintén Landon volt, illetve húsz epizód forgatókönyvét is ő írta. French egy egykori rendőrt játszott, Landon pedig egy próbaidős angyalt, aki útitársával autózva az országban igyekszik jobbá tenni az emberek életét. A sorozatnak a szokatlan szereplők és történet miatt eleinte nem jósoltak sikert, de a kezdeti kritikusoknak nem lett igazuk: a '80-as évek materializmusában (amelyet például a "Dallas" képviselt) üde színfolt volt ez a hagyományos értékeket közvetítő történet. Öt évad készült belőle, végül 1989-ben French halála vetett véget a sorozatnak.

## Magánélete
Landon összesen háromszor volt házas, és kilenc gyermeket nevelt, akik közül többen követték őt a tévés pályán: Michael Landon Jr. rendező, forgatókönyvíró, Christopher Landon forgatókönyvíró, Jennifer Landon egy tévésorozatban szerepel.

## Betegsége és halála
Landon 1991. április 5-én jelentette be nyilvánosan, hogy rákos. Éppen egy új tévésorozatba ("Us") kezdett bele, amelynek még csak a pilot epizódja készült el; a forgatást a kemoterápiás kezelés idejére felfüggesztették. A betegséggel folytatott három hónapos küzdelem kezdődött, amely alatt egy emlékezetes szereplést vállalt a Johnny Carson vezette "Tonight Show"-ban. Optimizmusa, a filmsorozataiból jól ismert életigenlő szemlélete az utolsó hetekig megmaradt, ez az említett tévéinterjút látva is nyilvánvaló. 1991. július 1-jén hunyt el máj- és hasnyálmirigyrákban. 54 évet élt. Sírja, a Hillside Memorial Park nevű zsidó temetőben található, a kaliforniai Culver Cityben.

## Filmszerepei
- 1991 – Us (TV film) ... Jeff Hayes
- 1990 – Ahol a galambok meghalnak (TV film) ... Hugh
- 1984-1989 – Út a mennyországba (TV sorozat) ... Jonathan Smith
- 1984 – A farm, ahol élünk: A karácsonyi kaland (Little House: Bless All the Dear Children) (TV film) ... Charles Ingalls (szinkronhang)
- 1984 – Sam's Son ... Gene Orman
- 1983 – A farm, ahol élünk: Emlékek (Little House: Look Back to Yesterday) ... Charles Ingalls
- 1983 – Love Is Forever (TV film) ... John Everingham
- 1979 – Little House Years (TV film) ... Charles Ingalls
- 1976 – The Loneliest Runner (TV film) ... John Curtis as an Adult
- 1974-1983 – A farm, ahol élünk ... Charles Ingalls
- 1959-1973 – Bonanza (TV sorozat) ... Joseph 'Little Joe' Cartwright / Joseph Cartwright / Joeph 'Little Joe' Cartwight
- 1972 – The Special London Bridge Special (TV film) ... Tennis Player
- 1970 – The Red Skelton Show (TV sorozat) ... Richest Boy in the World
- 1970 – Swing Out, Sweet Land (TV film) ... Peter Minuit
- 1965 – Luke and the Tenderfoot (TV film) ... Tough
- 1959 – Johnny Staccato (TV sorozat) ... Freddie Tate
- 1959 – The Legend of Tom Dooley ... Tom Dooley
- 1958-1959 – The Rifleman (TV sorozat) ... Billy Mathis / Will Fulton
- 1959 – Playhouse 90 (TV sorozat) ... Arthur Doner
- 1958-1959 – Tombstone Territory (TV sorozat) ... Barton Clark / Chris Anderson
- 1958-1959 – Wanted: Dead or Alive (TV sorozat) ... Carl Martin / Clay McGarrett
- 1959 – Frontier Doctor (TV sorozat) ... Jim Mason
- 1957-1959 – Zane Grey Theater (TV sorozat) ... Dan / Vance Coburn
- 1958 – U.S. Marshal (TV sorozat) ... Don Sayers
- 1958 – Trackdown (TV sorozat) ... Jack Summers / Jed 'The Pueblo Kid' David
- 1958 – The Texan (TV sorozat) ... Nick Ahearn
- 1958 – God's Little Acre ... Dave Dawson
- 1958 – Studio One (TV sorozat) ... Rafael Martinez
- 1958 – Alcoa Theatre (TV sorozat) ... Johnny Risk
- 1957-1958 – Schlitz Playhouse of Stars (TV sorozat) ... Don Burns
- 1958 – High School Confidential! ... Steve Bentley
- 1958 – Maracaibo ... Lago Orlando
- 1958 – Goodyear Theatre (TV sorozat)
- 1956-1958 – Cheyenne (TV sorozat) ... Alan Horn / White Hawk / Young Soldier
- 1957 – Tales of Wells Fargo (TV sorozat) ... Tad Cameron / Jackson
- 1957 – Suspicion (TV ) ... Howard
- 1957 – The Court of Last Resort (TV sorozat) ... Thomas Forbes
- 1957 – I Was a Teenage Werewolf ... Tony Rivers
- 1957 – State Trooper (TV sorozat) ... Joe Durando / Willie Losada
- 1957 – General Electric Theater (TV sorozat) ... Claude Duncan / Dixon
- 1956-1957 – Telephone Time (TV sorozat) ... Caspar Hauser / Lombard
- 1956-1957 – Crossroads (TV sorozat) ... Danny / Johnny Rico / Race Stevens
- 1957 – Cavalcade of America (TV sorozat) ... Frank
- 1957 – The 20th Century-Fox Hour (TV sorozat) ... Eddie
- 1957 – Fight for the Title (rövid film) ... Kid Lombard
- 1957 – Dr. Christian (TV sorozat)
- 1956 – Wire Service (TV sorozat) ... Pietro
- 1956 – Crusader (TV sorozat) ... Dick Manning
- 1956 – The Adventures of Jim Bowie (TV sorozat) ... Armand De Nivernais / Jerome Juventin
- 1956 – Sheriff of Cochise (TV sorozat) ... Don Sayers
- 1956 – These Wilder Years